# Austin Berry
Greggory Austin Berry (Cincinnati, Ohio, Estados Unidos, 6 de octubre de 1988) es un exfutbolista estadounidense.

## Trayectoria
Berry nació y fue criado en Cincinnati, Ohio. Entre 2007 y 2011 jugó fútbol para la Universidad de Louisville y mientras asistía a clases también jugó para el Chicago Fire Premier de la USL Premier Development League.

### Chicago Fire
Berry fue seleccionado en la primera ronda (9.o en la general) del SuperDraft de la MLS de 2012 por el Chicago Fire. Hizo su debut como profesional el 4 de mayo de 2012 ante Chivas USA. En ese partido cometió una falta penal que llevó al único gol de Chivas, pero poco después anotó su primer gol para empatar temporalmente el encuentro que terminarían ganando 2-1. Berry se afianzó en la defensa del Fire por el resto de la temporada, jugando un total de 28 partidos como titular, anotando 3 goles en 2012. Finalmente fue nombrado como Novato del Año de la MLS en noviembre de ese año.
Una vez concluida la temporada del Fire, Berry se unió al Atlético Madrid español el 18 de noviembre de 2012 para entrenar en el club en la entretemporada.

## Clubes
| Club               | País           | Año         |
| ------------------ | -------------- | ----------- |
| Chicago Fire       | Estados Unidos | 2012 - 2013 |
| Philadelphia Union | Estados Unidos | 2014 - 2015 |
| Cincinnati         | Estados Unidos | 2015 - 2017 |

## Estadísticas
Actualizado el 27 de noviembre de 2012.
| Chicago Fire Estados Unidos                          | 1ª            | 2012          | 29 | 3 | 0 | 0 | - | - | 29 | 3 |
| Chicago Fire Estados Unidos                          | Total club    | Total club    | 29 | 3 | 0 | 0 | - | - | 29 | 3 |
| Total carrera                                        | Total carrera | Total carrera | 29 | 3 | 0 | 0 | - | - | 29 | 3 |
| (1)Incluye datos de la Postemporada de la MLS (2012) |               |               |    |   |   |   |   |   |    |   |

## Palmarés

### Distinciones individuales
| Distinción                               | Año  |
| ---------------------------------------- | ---- |
| Novato del Año de la Major League Soccer | 2012 |

| Predecesor: C. J. Sapong | Novato del Año de la Major League Soccer 2012 | Sucesor: Dillon Powers |